# كلية الملك فهد البحرية
كلية الملك فهد البحرية هي مدرسة تعليمية عسكرية للقوات البحرية تأسست في 6 رجب 1403 الموافق 19 أبريل 1983 في مدينة الجبيل بالمملكة العربية السعودية. تهدف الكلية إلى تخريج ضباط قادرين على أداء العمل المطلوب منهم على أكمل وجه سواء في القوات البحرية أو في حرس الحدود أو في قوات أية دولة حيث يتم تدريبه وتعليمه على الانضباط والسلوك، الأمن والسلامة، القيادة والإدارة، اللياقة البدنية، الاستعداد والجاهزية، المشاة العسكرية والعلم والمعرفة. ومن أبرز شروط الكلية أن يكون المتقدم سعودي الجنسية، خريج السنة الحالية، وأن يجتاز الفحوصات الطبية اللازمة لذلك، ومدة الدراسة فيها قرابة 3 سنوات تعتمد على مستوى الطالب.

## إنشاء الكلية
صدر قرار مجلس الوزراء السعودي بتاريخ 6 رجب 1403هـ بالموافقة على إنشاء كلية الملك فهد البحرية. وعند الانتهاء من الإعداد والتجهيز، أصدر وزير الدفاع والطيران حينها الأمير سلطان بن عبدالعزيز، أمره بأن تبدأ الدراسة في الكلية اعتباراً من العام الدراسي 1405 ـ 1406هـ، لتقوم بدورها الحيوي في إكمال صرح بناء القوات البحرية، ومنذ ذلك الوقت والكلية تستقبل العدد المناسب، من حاملي الشهادة الثانوية (القسم العلمي)، وعدداً مناسباً من خريجي الجامعات حسب التخصصات المطلوبة في كل عام. ويتولى قيادة الكلية اللواء البحري الطيار الركن فيصل الغفيلي. وتتولى الكلية تدريبهم وتأهيلهم، علمياً وعملياً وعسكرياً وقيادياً، ليتخرجوا بعد ذلك ضباطاً بحريين، مؤهلين تأهيلاً عالياً لأداء مهامهم البحرية. كما أن الكلية تخرّج ضمن دفعاتها سنوياً، عدداً من طلبة مجلس التعاون الخليجي، وطلبة بعض الدول العربية والإسلامية الصديقة.

## أهداف الكلية
تهدف الكلية إلى تخريج ضباط، قادرين على أداء العمل المطلوب منهم على أكمل وجه، سواء في القوات البحرية أو حرس الحدود البحري، أو في قوات الدول الصديقة، التي تخرج الكلية أبناءها. وذلك من خلال التركيز على ما يلي:
- تنمية شخصية الطالب فكرياً وعسكرياً وقيادياً، وتأهيله بالعلوم العسكرية النظرية والعملية.
- تدريب الطالب تدريباً عسكرياً عالي المستوى، على أحدث النُظم العسكرية، وتأهيله بالعلوم البحرية الأساسية.
- رفع مستوى لياقة الطالب البدنية، وفق برامج عالية المستوى.
- تدريس الطالب كافة العلوم، التي تتصل بعمله وحياته.
- غرس روح الولاء والإخلاص في الطالب، حتى يؤدي عمله على أكمل وجه.

## مهام الكلية
- تخريج ضباط أكفاء ومؤهلين تأهيلاً عالياً، لإنجاز الأعمال والمهام المناطة بهم، في قواتهم البحرية.
- تعليم الطالب وتزويده بما يلزم من العلوم العسكرية والأكاديمية والبحرية، وتسليحه بالثقافة المناسبة دينياً وعلمياً وعسكرياً.
- تزويد الطالب عملياً وبدنياً، بما يحتاج إليه من الخبرات والمهارات الإدارية والقيادية الحديثة، وتمكينه من ممارسة عمله الميداني والإداري، بكفاءة عالية.
- فتح المجال أمام الطالب للاستفادة بأقصى ما يمكن، من مكتسبات التقنية المعاصرة، حتى يؤدي واجبه ضابطاً قادراً على خدمة قطاعه العسكري وتنميته، في القوات البحرية.
- تأهيل الطالب ليكون قادراً على استيعاب التقنيات البحرية، وجعله أكثر قدرة على فهمها، والتعامل معها في المستقبل.
- تعليم الطالب من خلال ما توفره أجنحة الكلية وأقسامها، نظرياً وعملياً، للاستفادة من الوسائل والتقنيات الحديثة، للعمل في غرف العمليات، ورصد الأهداف بأنواعها، والتعامل معها.
- تحقيق مبدأ الجودة الشاملة من خلال العلوم، التي يتلقاها الطالب، ومساعدته في استيعاب كافة العلوم، الإدارية والبحرية والعسكرية والتخصصية.
- تمكين الطالب من عمليات البحث والتدريب التطبيقي والعملي، إضافة إلى إكسابه المهارات التطبيقية لفنون القيادة الحديثة، والتعامل مع المستجدات العسكرية في مختلف الظروف والأحوال.
- إتاحة كافة الفرص، وأيسر السُبل أمام الطالب، لتأهيله لمعرفة مختلف الأجهزة والأدوات، وكيفية استخدامها والتعامل معها في تنفيذ المهام، والمسؤوليات العسكرية المختلفة.
- تعريف الطالب بأهمية التصرف الصحيح، وكيفية اتخاذ القرار المناسب في الوقت المناسب، ومراعاة السلامة وطرقها لحماية الأفراد والمعدات.
- تمرين الطالب على الأداء العالي، والتفاعل الإيجابي، مع الأوامر والتعليمات، الصادرة من القيادة.

## نظام الكلية الدراسي
ينطبق على كلية الملك فهد البحرية، نظام الكليات العسكرية. ومدة الدراسة بها ثلاث سنوات وتنقسم السنة الدراسية إلى فصلين دراسيين: الفصل الدراسي الأول، والفصل الدراسي الثاني، والفترة الدراسية لكل فصل منهما 15 شهرياً.
يقضي الطالب السنوات الدراسية الثلاث في الكلية، موزعة على ثلاث مراحل رئيسية، تسبقها فترة الاستجداد.
وهي الفترة التي تبدأ من بداية التحاق الطالب بالكلية، ومدتها خمسة وأربعون يوماً يتلقى الطالب فيها جرعة مكثفة من العلوم والتدريبات العسكرية، بما يكفل أقلمته على حياته الجديدة في الكلية، كما أنها تحدد مدى صلاحية الطالب في الاستمرار بالكلية.
وفي هذه الفترة يتعرف الطالب على النُظم العسكرية، وأسس التدريب وحمل السلاح، وتأصيل مبدأ الانضباط في نفسه، كما يعرف أهمية الإخلاص والولاء والسمع والطاعة، إضافة إلى تدريبه ضمن التشكيلات العسكرية، والبيانات الاستعراضية المختلفة.ً